# Petergstamm
Der Petergstamm (Primula balbisii) ist eine Pflanzenart aus der Gattung der Primeln (Primula) innerhalb der Familie der Primelgewächse (Primulaceae). Die zuvor als Unterart von Primula auricula, der bekannten Aurikel, betrachtete Sippe wurde 2005 als Art abgetrennt. Primula balbisii kommt in den Süd- und Ostalpen, im Apennin, in Ungarn, in den Südwestkarpaten und auf der Balkan-Halbinsel vor.

## Beschreibung

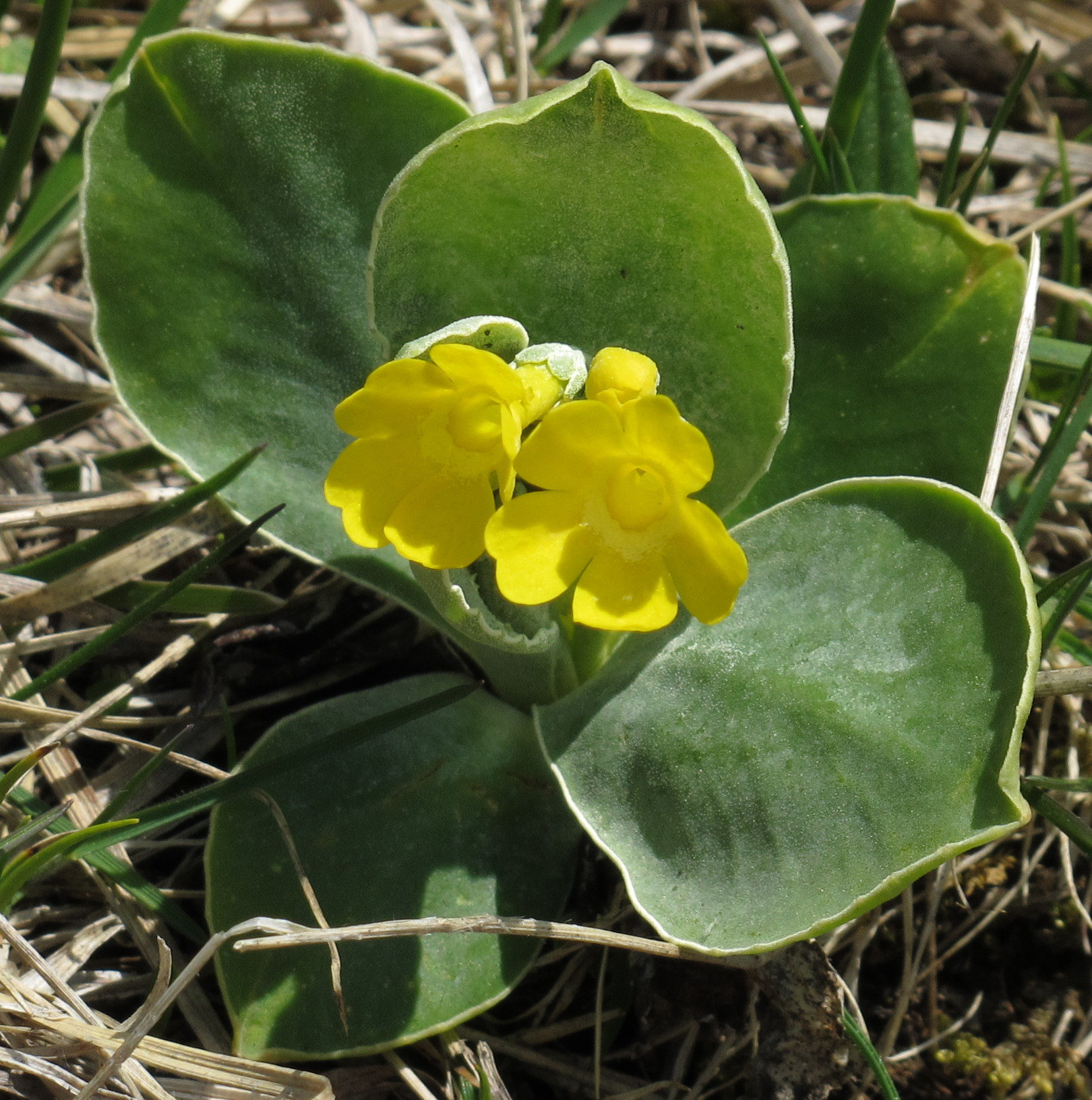
Habitus, Laubblätter und Blüten

### Vegetative Merkmale
Primula balbisii ist eine immergrüne, ausdauernde krautige Pflanze. Die meist bemehlten Laubblätter sind in trockenem Zustand grün, dünn und glänzen nicht. Die einfache Blattspreite ist breit verkehrt-eiförmig, der Blattrand oft gezähnt und wie die Blattoberfläche dicht mit 0,3 bis 0,4 Millimeter langen Drüsenhaaren besetzt. Primula balbisii hat längere Drüsenhaaren auf den Blättern als Primula auricula.

### Generative Merkmale
Die Blütezeit reicht von Mai bis Juni. Der doldige Blütenstand enthält vier bis zwölf Blüten.
Die Blüten haben ein dunkleres Gelb als die von Primula auricula. Die Blüte kann duften oder auch nicht. Die zwittrige Blüte ist radiärsymmetrisch und fünfzählig mit doppelter Blütenhülle. Die Blütenkrone ist von dunkelgelber Farbe.
Fruchtzeit ist von Juni bis August.

## Vorkommen
Das Verbreitungsgebiet von Primula balbisii reicht von den südlichen und östlichen Alpen (Italien, Österreich, Slowenien) bis in die Apenninen und in das westliche Ungarn. Ein weiteres Vorkommen findet sich in den südwestlichen Karpaten (Rumänien). Sie wird auch unter verschiedenen Synonymen für Serbien, Kroatien, die Slowakei sowie für Frankreich angegeben.
Primula balbisii wächst in Höhenlagen von 250 bis 3050 Metern auf felsigem Untergrund, gelegentlich auf Grasland, meist auf basischen, kalkhaltigen Böden.

## Systematik
Die Art Primula balbisii wurde 1817 durch Johann Georg Christian Lehmann anhand eines von ihm selbst gesammelten, inzwischen verschollenen Exemplars erstbeschrieben und dem italienischen Botaniker Gioanni Battista Balbis gewidmet, der sie schon vorher unter dem ungültigen Namen Primula ciliata beschrieben hatte. Weitere Synonyme für Primula balbisii Lehm. sind Primula ciliata Moretti non Schrank, Primula hungarica Borb., Primula auricula L. f. serratifolia Roch. und Primula crenata Fuss non Lam.
Diese Art wurde aber lange nicht anerkannt. Stattdessen ging man davon aus, sie gehöre zur Art Primula auricula, der bekannten Aurikel. Erst 2005 wurde durch umfangreiche Untersuchungen morphologischer, geographischer und molekulargenetischer Eigenschaften die Aurikel in zwei Arten aufgespalten, darunter eben Primula balbisii Borb.
Es gibt Autoren, bei denen der Rang einer Unterart bevorzugt wird. Die Neukombination zu Primula auricula subsp. balbisii (Lehm.) Nyman wurde 1881 durch Carl Fredrik Nyman in Conspectus Florae Europaeae, S. 604 veröffentlicht.

## Nachweise
Fußnoten direkt hinter einer Aussage belegen diese einzelne Aussage, Fußnoten direkt hinter einem Satzzeichen den gesamten vorangehenden Satz. Fußnoten hinter einer Leerstelle beziehen sich auf den kompletten vorangegangenen Text.
1. 1 2 3 4 5 6 7 8  
Li-Bing Zhang, Joachim W. Kadereit: Classification of Primula sect. Auricula (Primulaceae) based on two molecular data sets (ITS, AFLPs), morphology and geographical distribution. In: Botanical Journal of the Linnean Society. Band 146, Nr. 1, 2004, S. 1–26, doi:10.1111/j.1095-8339.2004.00301.x.
2. ↑  
Manfred A. Fischer, Karl Oswald, Wolfgang Adler: Exkursionsflora für Österreich, Liechtenstein und Südtirol. 3., verbesserte Auflage. Land Oberösterreich, Biologiezentrum der Oberösterreichischen Landesmuseen, Linz 2008, ISBN 978-3-85474-187-9.
3. ↑  
Kurt Zernig: Aus der Gattung Primula – Aus der Literatur-Rundschau vom 7. Februar 2005. In: Bot@nik Newsletter. 1/2005, PDF Online (Memento des Originals vom 10. März 2016 im Internet Archive)  Info: Der Archivlink wurde automatisch eingesetzt und noch nicht geprüft. Bitte prüfe Original- und Archivlink gemäß Anleitung und entferne dann diesen Hinweis.
4. ↑  
Karol Marhold, 2011: Primulaceae. Datenblatt Primula auricula In: Euro+Med Plantbase – the information resource for Euro-Mediterranean plant diversity.
5. ↑  
Johann Georg Christian Lehmann: Monographia generis primularum. Cum tabulis aeneis IX. J. A. Barth, Leipzig 1817, S. 45, Digitalisat.
6. 1 2  
Karl Peter Buttler, Ralf Hand (Hrsg.): Beiträge zur Fortschreibung der Florenliste Deutschlands (Pteridophyta, Spermatophyta) – Zweite Folge. In: Kochia, Band 3, 2008, S. 75–86. Volltext-PDF, Primula auricula subsp. balbisii auf S. 80.
7. ↑  
Karol Marhold, 2011+: Primulaceae. Datenblatt Primula auricula subsp. balbisii In: Euro+Med Plantbase – the information resource for Euro-Mediterranean plant diversity.